# Palácio de Friburgo
O Palácio de Friburgo (em neerlandês Vrijburg), também conhecido como Palácio das Torres e Palácio das Duas Torres, foi uma residência oficial construída pelo conde João Maurício de Nassau entre 1640 e 1642 na então Mauritsstad, capital da colônia neerlandesa de Nova Holanda — atual cidade do Recife, capital do estado brasileiro de Pernambuco —, que existiu até a segunda metade do século XVIII, quando foi demolida devido aos danos causados durante a Insurreição Pernambucana.
Quando foi construído, era a estrutura mais monumental do Brasil. O complexo do palácio tinha um observatório astronômico, o primeiro do Hemisfério Sul. Abrigou ainda o primeiro farol e o primeiro jardim zoobotânico das Américas.
Entre 2013 e 2015, foi desenvolvida uma maquete virtual do palácio e seu entorno a pedido do Instituto Itaú Cultural em São Paulo.

## História

### Características
O Palácio de Friburgo, local de residência e de despachos do conde João Maurício de Nassau-Siegen na Nova Holanda, foi construído na Ilha de Antônio Vaz, atual Bairro de Santo Antônio do Recife, na área hoje correspondente à Praça da República, entre o Palácio do Campo das Princesas, o Teatro de Santa Isabel e o Palácio da Justiça. O terreno foi adquirido por Nassau em 1639, sendo as obras iniciadas no ano seguinte e concluídas no início de 1642. O palácio, diante do qual havia uma escadaria e um pátio retangular murado com área frontal arredondada, foi edificado com orientação para leste, portanto de frente para o mar e para a velha zona portuária do Recife, enquanto os fundos davam para o oeste, na foz do rio Capibaribe.

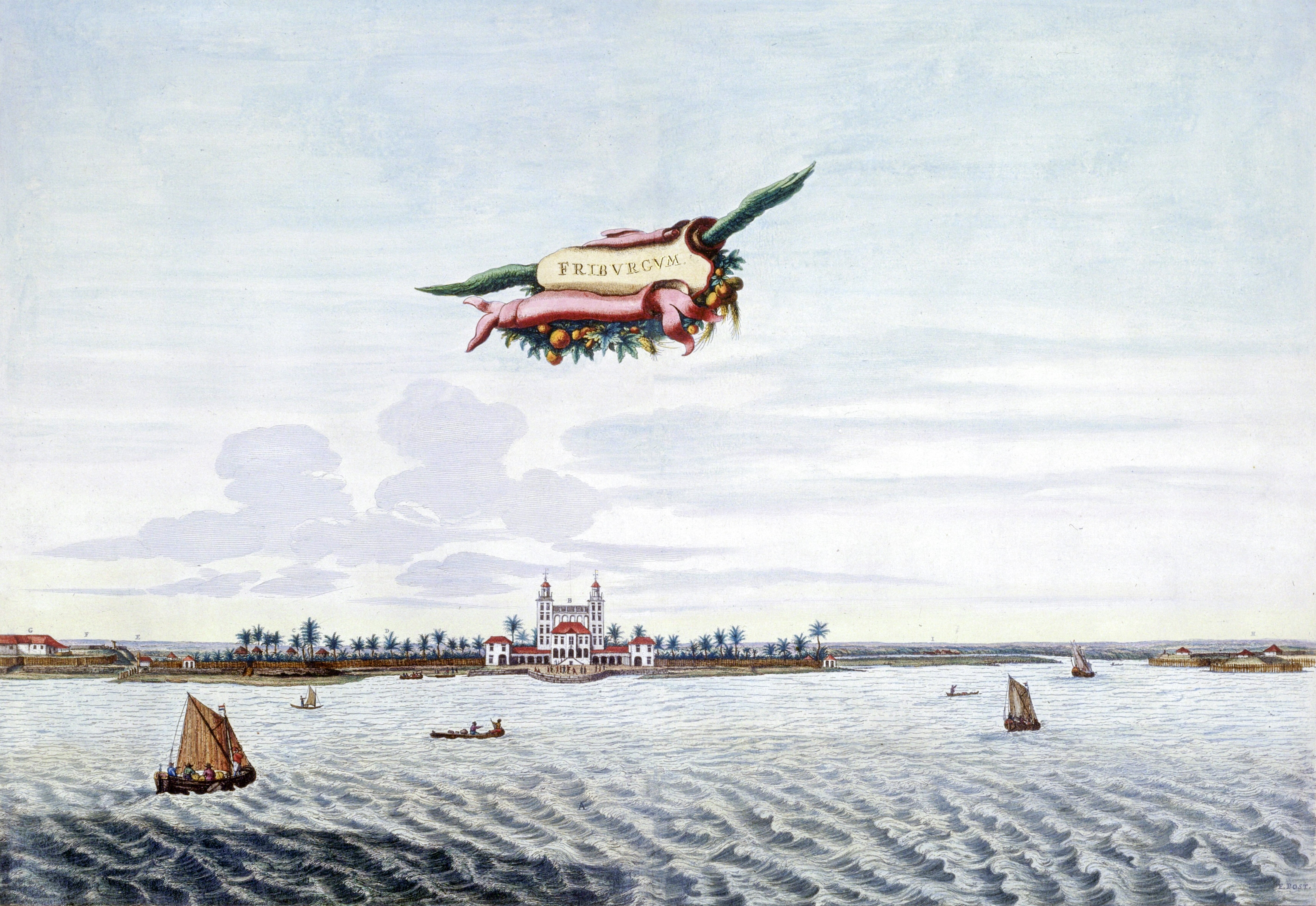
FRIBVRGVM, gravura de Frans Post (c. 1643).

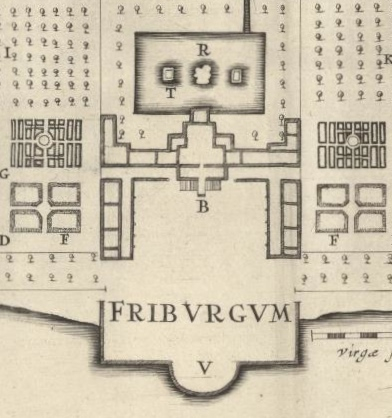
Planta do Palácio de Friburgo por Georg Marcgraf (1647).

Era conhecido como Palácio das Torres, devido à sua arquitetura. Possuía duas torres altas, quadrangulares, com cinco pavimentos, ligadas por um passadiço coberto, dando-lhe o aspecto de igreja. As torres, além de embelezarem o palácio, serviam como marco para os navegantes. Uma delas era utilizada como farol, sendo visível a seis léguas de distância, e a outra como observatório astronômico, o primeiro fundado no Hemisfério Sul. Protegido, do ponto de vista militar, por canhões, tinha um grande fosso e, ao Sul, o Forte Ernesto, situado na área onde hoje se encontram o Palácio da Justiça e o Convento Franciscano de Santo Antônio.
Possuía vários e luxuosos salões, destacando-se o salão de honra, onde podiam ser encontrados quadros de vários pintores, entre os quais Frans Post e Albert Eckhout, ricas tapeçarias e um mobiliário feito com as melhores madeiras do país. Havia cópias de preciosidades de origem europeia, que só existiam em palácios de reis ou residências de nobres da época. A grande maioria dessas riquezas, ou todas elas, encontram-se atualmente espalhadas pela Europa, especialmente nos Países Baixos e na França, países para os quais Nassau vendeu grande parte das suas coleções.

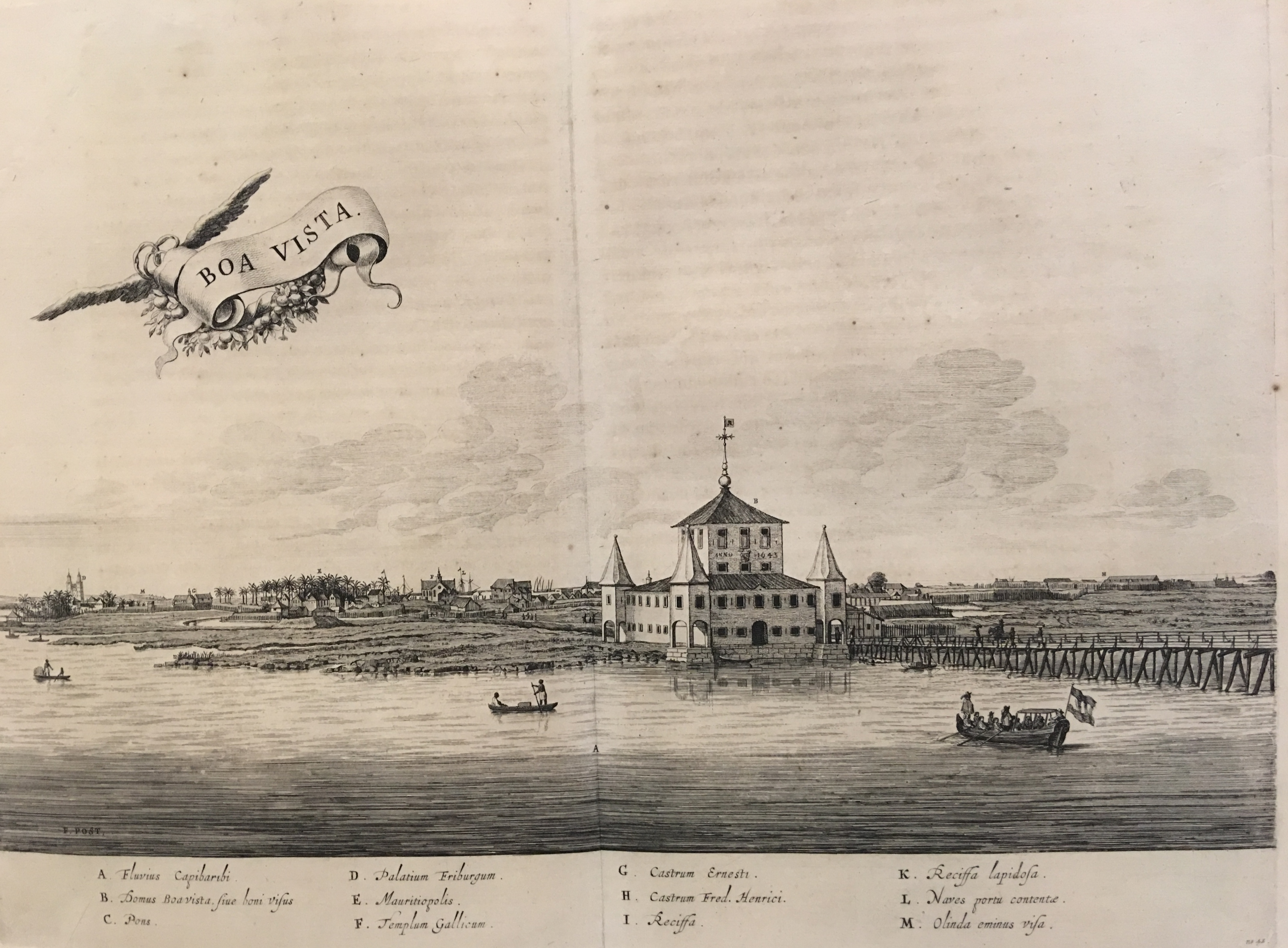
Boa Vista, de Frans Post (c. 1647), imagem tomada do continente mirando o Sudeste, com representação, à esquerda, dos fundos do Palácio de Friburgo.

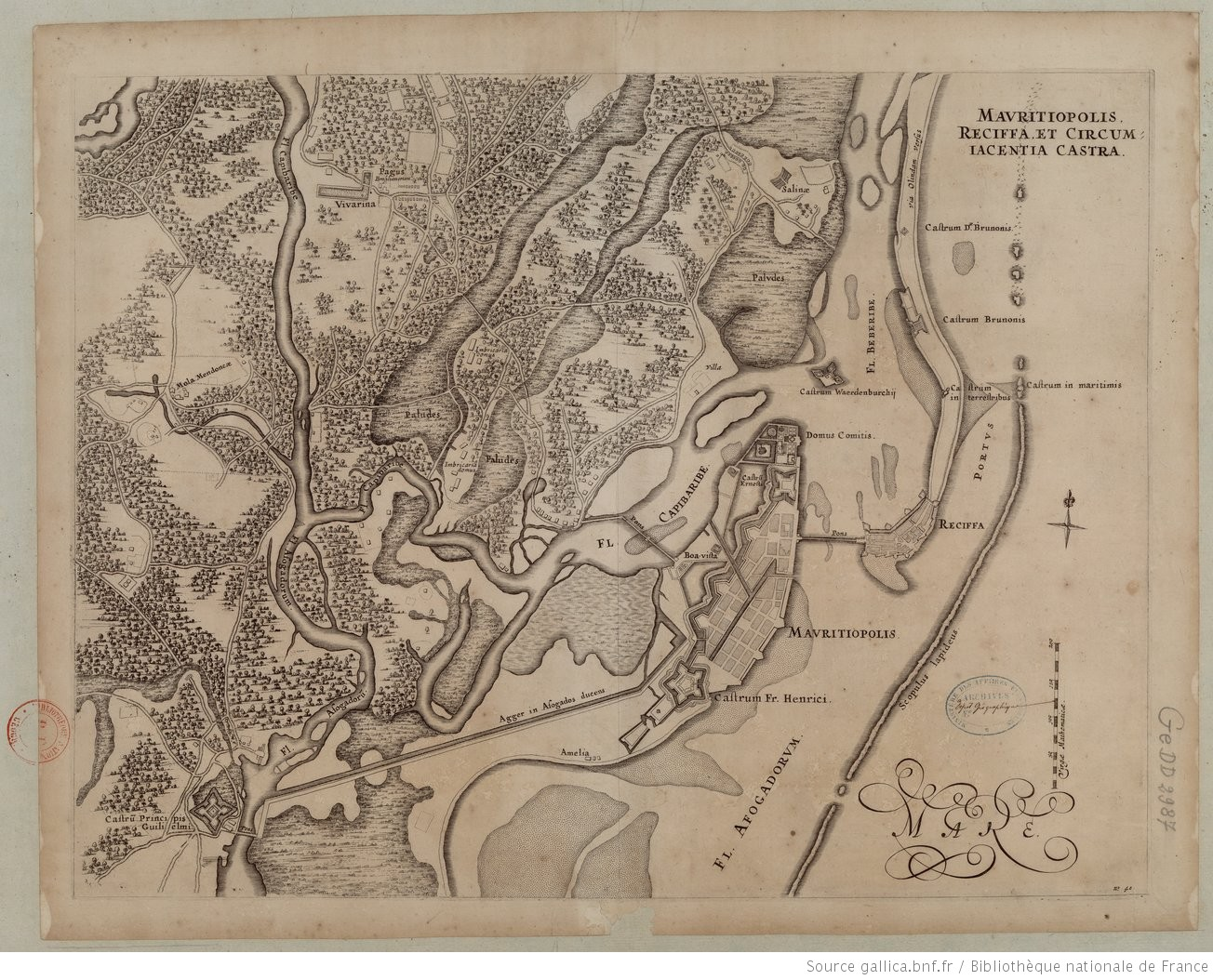
Cidade Maurícia por Frans Post (1612-1680), na qual observa-se a posição do Palácio de Friburgo.

O Palácio de Friburgo era rodeado por um jardim zoobotânico, no qual foi reunida uma grande variedade de exemplares da flora e da fauna dos trópicos, que serviram de fonte para os primeiros tratados de história natural do Brasil, como a obra Historia Naturalis Brasiliae dos naturalistas Guilherme Piso e George Marcgraf. Constavam também do jardim zoobotânico um grande viveiro de peixes, um pombal, vários tipos de aves e outros animais como papagaios, araras, cisnes, galinhas da Guiné, pavões, jabutis, tamanduás, antas, coelhos, saguis, pacas, bugios (tipo de macacos), entre outros, grande parte doada por moradores que queriam agradar ao conde-governador. Foram transplantados para o local dois mil coqueiros, além de outras árvores frutíferas, como bananeiras, laranjeiras, limoeiros, mamoeiros, mangueiras, cajueiros, pitangueiras, tamarineiras, jenipapeiros, romãzeiras.
Do lado exterior, entre o Palácio e o Forte Ernesto, havia ainda um estábulo para 24 animais, uma grande senzala, uma olaria, uma enorme cacimba e um local para estender roupa lavada. No jardim eram realizados festivais e reuniões, além de existirem no Palácio casas de jogos e entretenimentos, frequentados pela alta sociedade da época.

### Localização
A posição do Palácio de Friburgo foi claramente assinalada nas gravuras de Frans Post e por Georg Marcgraf da década de 1640. Situava-se em frente ao local onde, no século XIX, foi instalado o Palácio do Campo das Princesas (entre esse local e o Forte Ernesto, sobre o qual foi construído o Palácio da Justiça) e aproximadamente em frente ao local onde no século XIX foi construído o Teatro de Santa Isabel. Na área onde existiu o Palácio de Friburgo foi instalada a estátua de Maurício de Nassau que existe na Praça da República. A área do Palácio de Friburgo, seus jardins, instalações e muralhas compreende, portanto, os terrenos hoje correspondentes à Praça da República (da Avenida Dantas Barreto até a Rua Imperador Pedro II) e às instalações e jardins do Teatro de Santa Isabel (entre a Rua do Sol e a Avenida Dantas Barreto).

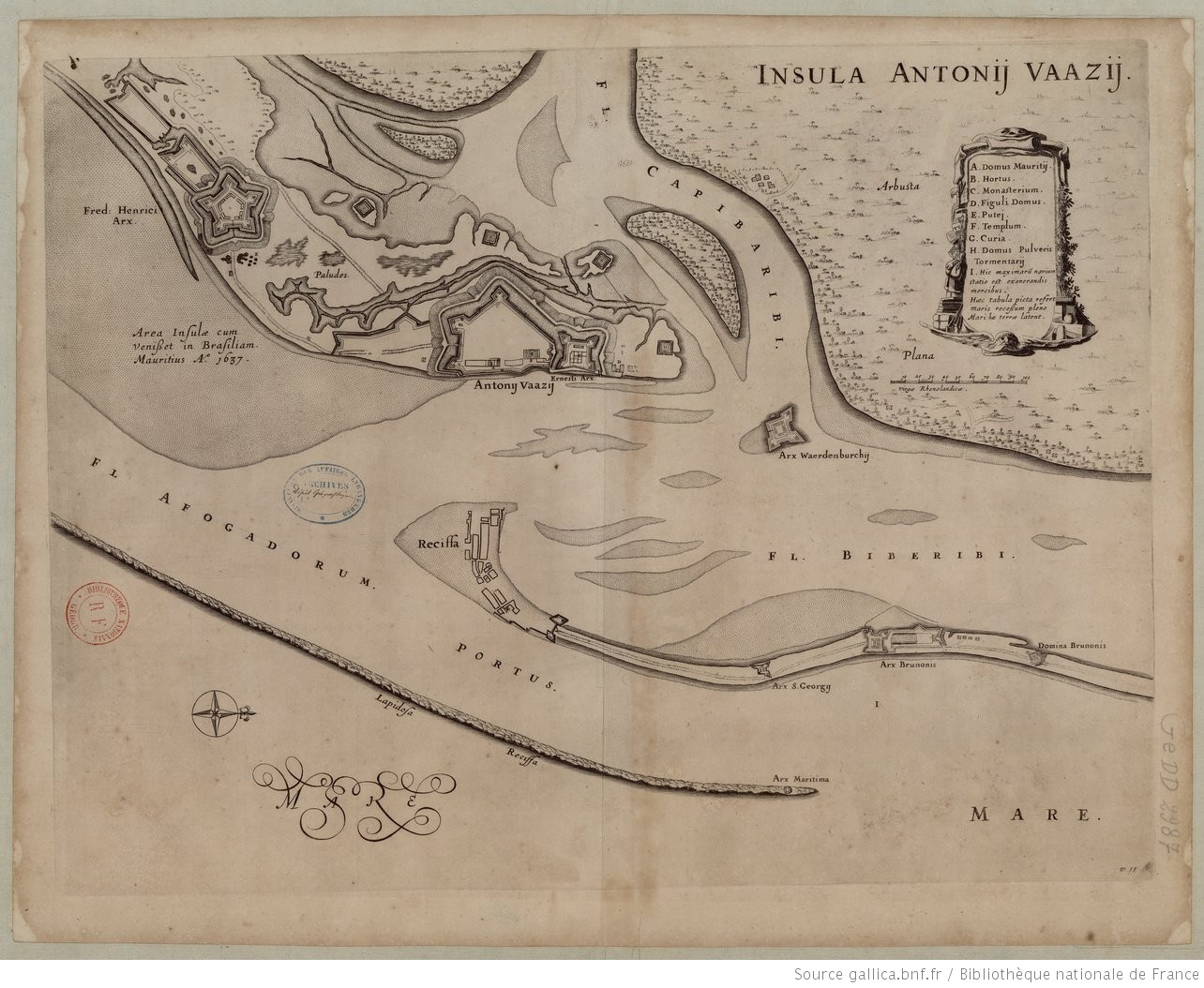
Ilha de Antônio Vaz por Frans Post (1612-1680)

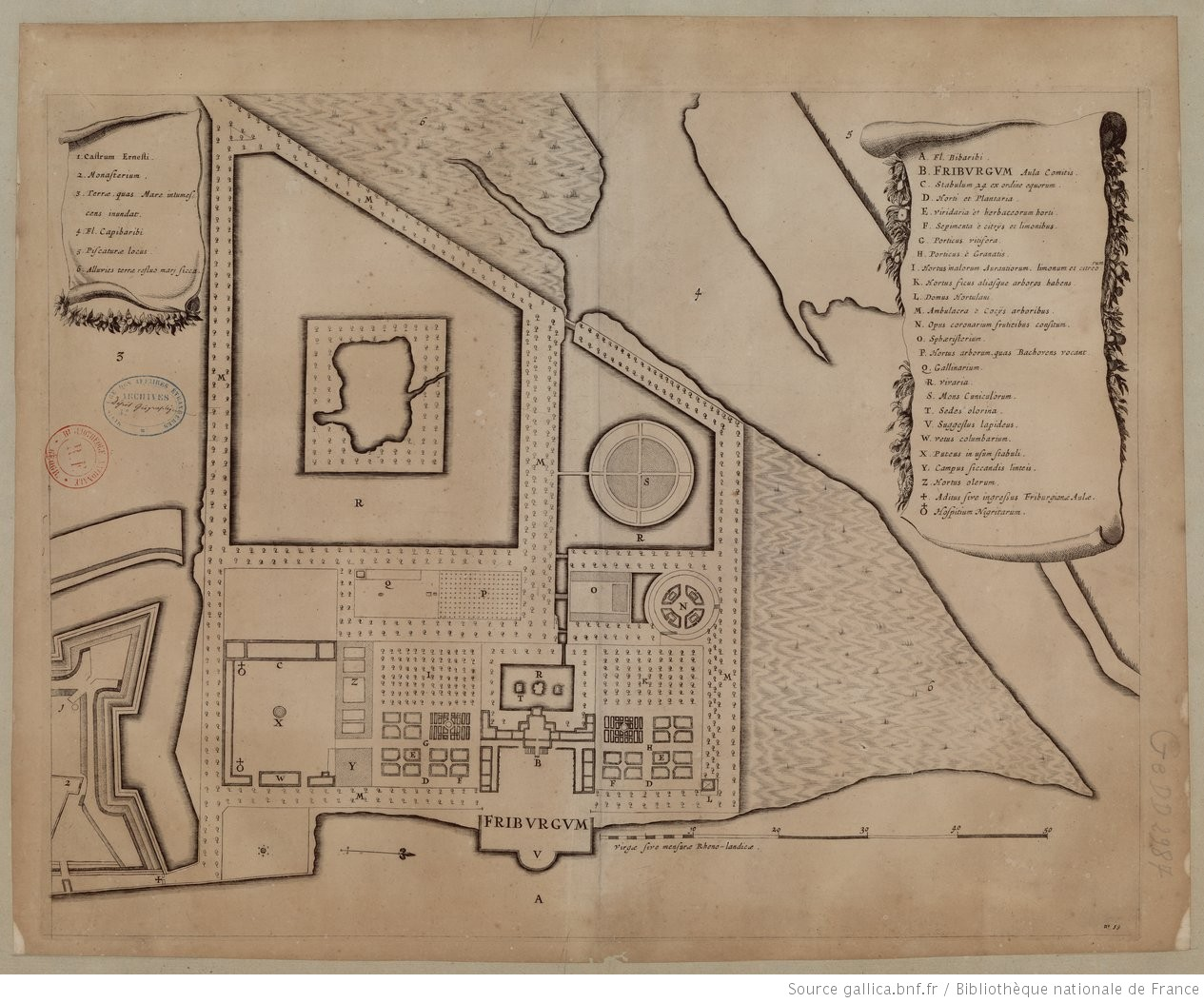
Posição do Palácio de Friburgo na Cidade Maurícia por Georg Marcgraf (1647), observando-se na parte superior da imagem (Noroeste), a foz do rio Capibaribe, e na parte esquerda (Sul), o Forte Ernesto, sobre o qual foi construído o Palácio da Justiça. Notar a correspondência com o mapa atual da mesma área, após rotação de 90º.

A orientação do Palácio de Friburgo, tendo à frente (Leste) o Recife Antigo (e adiante o mar), e ao fundo (Oeste) o continente (na foz do rio Capibaribe), é confirmada por várias gravuras da década de 1640, particularmente pela planta da Cidade Maurícia por Georg Marcgraf (1647) e pela gravura Boa Vista de Frans Post (c. 1647), esta última que retrata, do continente (da região da atual Avenida Conde da Boa Vista), mirando o Sudeste, o Reduto da Boa Vista (posteriormente incorporado ao Convento de Nossa Senhora do Carmo), observando-se, à esquerda da gravura, os fundos do Palácio de Friburgo.
É interessante observar que as ruas representadas no mapa da Cidade Maurícia por Georg Marcgraf (1647) correspondem, ao alto (Oeste), à atual Rua do Sol e, à esquerda (Sul) e direita (Norte), às ruas limítrofes da atual Praça da República, sendo a da direita a que se conecta com a atual Ponte Santa Isabel (ou Ponte Princesa Isabel) e a da esquerda a que margeia o atual Palácio da Justiça.
Não existia, no século XVII, a Rua Imperador Pedro II (e seu prolongamento interno à Praça da República), nem a Avenida Martins de Barros e nem a área entre elas, resultados de aterramentos posteriores. Por isso, tanto o Palácio de Friburgo, quanto o Convento Franciscano de Santo Antônio (e o Forte Ernesto, construído ao seu redor) estavam à margem do desaguadouro dos rios Capibaribe e Beberibe, provável área natural de mangue, no caso do Palácio de Friburgo ocupada pelo pátio retangular murado com área frontal arredondada.

### Degradação e demolição

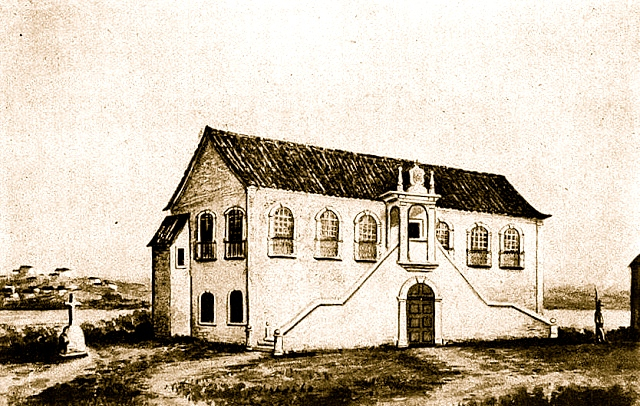
Erário Régio do Recife em 1820. Edifício construído sobre parte dos alicerces do Palácio de Friburgo.

Com a volta de Maurício de Nassau para os Países Baixos, em 1644, o local passou a ser utilizado como quartel, durante as lutas contra os neerlandeses, ficando  o complexo praticamente destruído na época da Insurreição Pernambucana, em 1654. Restou apenas, mais ou menos conservado, o edifício, recuperado diversas vezes e que ainda abrigou vários governadores.
Em 5 de abril de 1742, o Vice-Rei do Brasil, D. André de Melo e Castro, enviou carta ao governador de Pernambuco, Henrique Luís Pereira Freire, lastimando a entrega do palácio "... ao uso violento e pouco cuidadoso dos soldados, que em pouco tempo reduzirão aquela fábrica a uma total dissolução, mas ainda me lastima mais que, com ela, se arruinará também uma memória...", no que é considerada a primeira e mais notável ação voltada à preservação do patrimônio histórico ocorrida em terras brasileiras.
Entre 1774 e 1787, encontrando-se bastante arruinado, foi demolido por ordem do então governador da província, José César de Meneses. No seu local foi construído o Erário Régio, que utilizou alicerces do antigo Palácio de Friburgo em uma de suas faces.

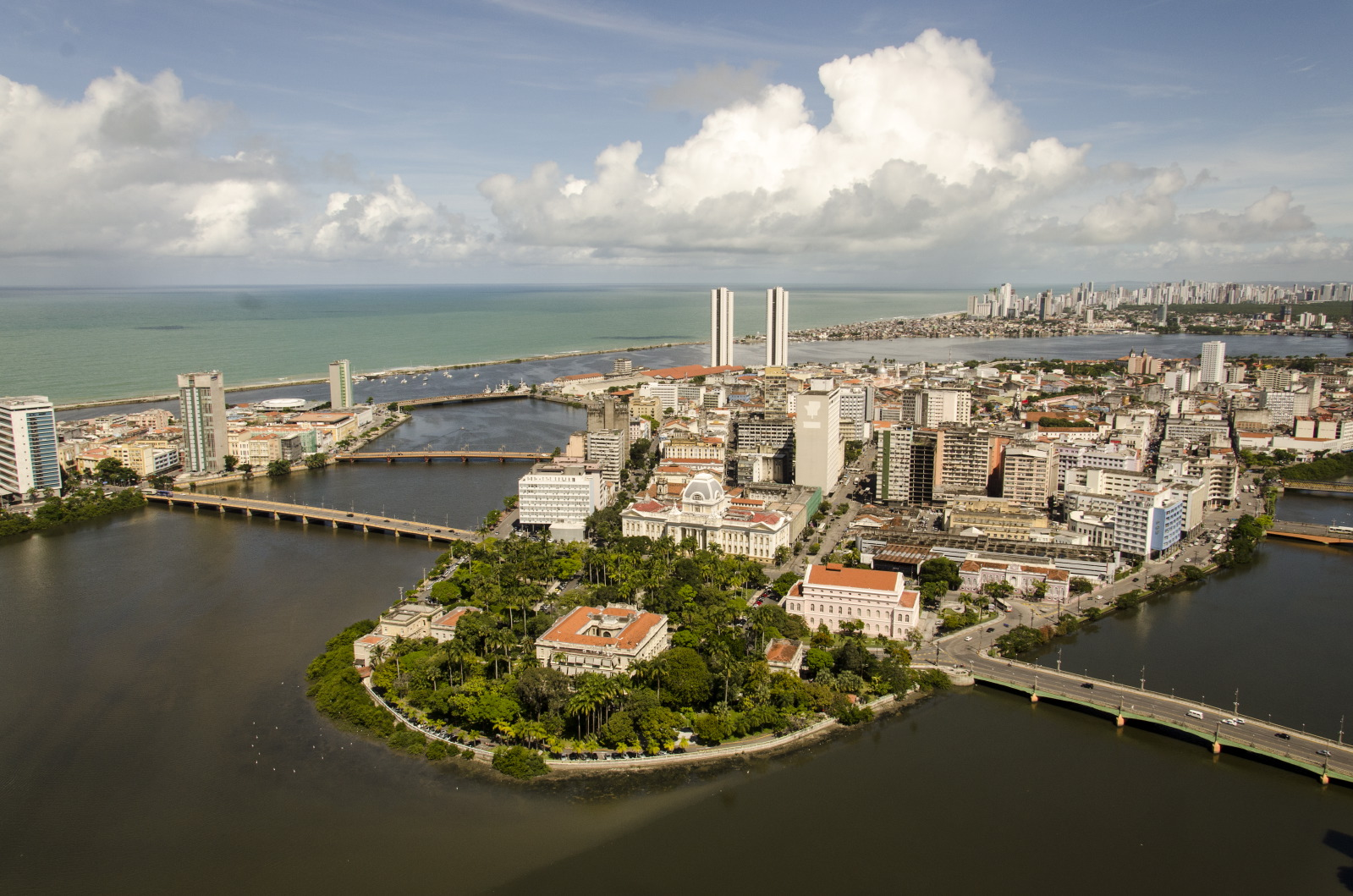
Ilha de Antônio Vaz, observando-se, entre o Palácio do Campo das Princesas, o Palácio da Justiça e o Teatro de Santa Isabel, a Praça da República, estabelecida sobre a região do Palácio de Friburgo e seus jardins.

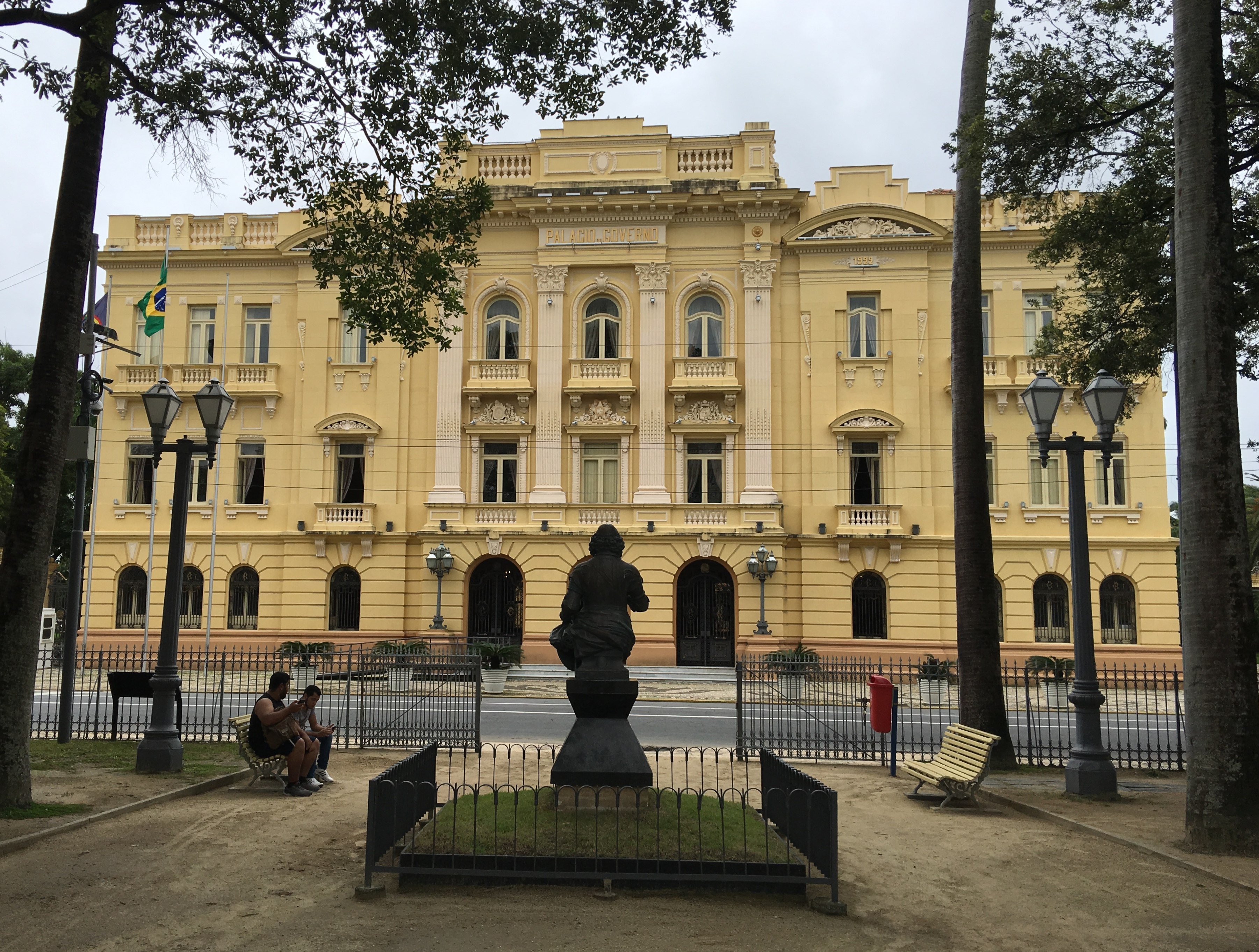
Estátua de João Maurício de Nassau, na Praça da República, em frente ao Palácio do Campo das Princesas, assinalando a localização do Palácio de Friburgo.

## Maquete virtual do Palácio de Friburgo
A maquete virtual do Palácio de Friburgo e seu entorno, desenvolvida entre 2013 e 2015 a pedido do Instituto Itaú Cultural em São Paulo, é a mais moderna e mais completa reprodução desse edifício, que inclui os quadros de Frans Post e Albert Eckhout.
- Maquete virtual do Palácio de Friburgo